# Aviación Española
Aviación Española is een metrostation in het stadsdeel Latina van de Spaanse hoofdstad Madrid. Het station werd geopend op 22 december 2006 en wordt bediend door lijn 10 van de metro van Madrid.